# تشناروئية (توجردي)
تشناروئیة (بالفارسية: چناروئیه) هي قرية تقع في إيران في قسم توجردي الريفي. يقدر عدد سكانها بـ 650 نسمة .